# Pietro Alemanno
Pietro Alemanno (c.1430-1440-1497/8) var en østrigsk-italiensk renæssancemaler. Han er født i Göttweig, Østrig og døde i Ascoli Piceno, Italien.
Han var i lære sammen med Carlo Crivelli og malede alterstykket Jomfru og barn mellem den hellige Michael, Biaise, Jerome, og Nicholas (1489) for kirken Santa Maria della Carita. En række af hans værker er nu at finde i Pinacoteca Civica Fortunato Duranti.